# Giancarlo Roffi
Giancarlo Roffi (Firenze, 3 dicembre 1943) è un ex calciatore italiano, di ruolo attaccante.

## Carriera
Debutta in Serie D con il Livorno e nel 1962 passa al Perugia in Serie C dove disputa tre campionati. Negli anni successivi gioca ancora in Serie C con Prato e Spezia, dove è capocannoniere del girone B della Serie C 1967-1968 con 18 reti.
Viene prelevato quindi dall'Atalanta ma non trova spazio, disputando una presenza in Serie A, e passa quindi al Modena dove totalizza 50 presenze in Serie B nell'arco di due campionati.
Chiude la carriera in Serie C con Salernitana e Venezia.